# 林校路街道
林校路街道是中国北京市大兴区下辖的一个街道办事处。

## 行政区划
林校路街道下辖12个社区居委会：
车站南里社区、车站中里社区、义和庄东里社区、义和庄南里社区、饮马井社区、铁路社区、兴水社区、永华南里社区、兴政西里社区、兴政东里社区、林校北里社区、车站北里社区、建兴社区、永华北里社区和兴华南里社区。

## 交通
- 京九铁路：黄村站（已停运）